# Nanometa
Genre
Synonymes
- Erycina Urquhart, 1891 nec Lamarck, 1805
- Eryciniolia Strand, 1912
- Nediphya Marusik & Omelko, 2017

Nanometa est un genre d'araignées aranéomorphes de la famille des Tetragnathidae.

## Distribution
Les espèces de ce genre se rencontrent en Océanie.

## Liste des espèces
Selon World Spider Catalog (version 24.5, 02/11/2023) :
- Nanometa cerastes Castanheira, Rossi & Baptista, 2023
- Nanometa dimitrovi Álvarez-Padilla, Kallal & Hormiga, 2020
- Nanometa dutrorum Álvarez-Padilla, Kallal & Hormiga, 2020
- Nanometa fea Álvarez-Padilla, Kallal & Hormiga, 2020
- Nanometa forsteri Álvarez-Padilla, Kallal & Hormiga, 2020
- Nanometa gentilis Simon, 1908
- Nanometa hippai (Marusik & Omelko, 2017)
- Nanometa ilanejzykowiczi Castanheira, Rossi & Baptista, 2023
- Nanometa lagenifera (Urquhart, 1888)
- Nanometa lehtineni (Marusik & Omelko, 2017)
- Nanometa lyleae (Marusik & Omelko, 2017)
- Nanometa padillai (Marusik & Omelko, 2017)
- Nanometa purpurapunctata (Urquhart, 1889)
- Nanometa sarasini (Berland, 1924)
- Nanometa tasmaniensis Álvarez-Padilla, Kallal & Hormiga, 2020
- Nanometa tetracaena Álvarez-Padilla, Kallal & Hormiga, 2020
- Nanometa trivittata (Keyserling, 1887)

## Systématique et taxinomie
Ce genre a été décrit par Simon en 1908 dans les Argiopidae.
Erycina Urquhart, 1891, préoccupé par Erycina Lamarck, 1805, remplacé par Eryciniolia par Strand en 1912 et Nediphya ont été placés en synonymie par Álvarez-Padilla, Kallal et Hormiga en 2020.

## Publication originale
- Simon, 1908 : « Araneae. 1re partie. » Die Fauna südwest-Australiens, Jena, vol. 1, no 12, p. 359-446 (texte intégral).